# Tramvajová doprava v Rijece

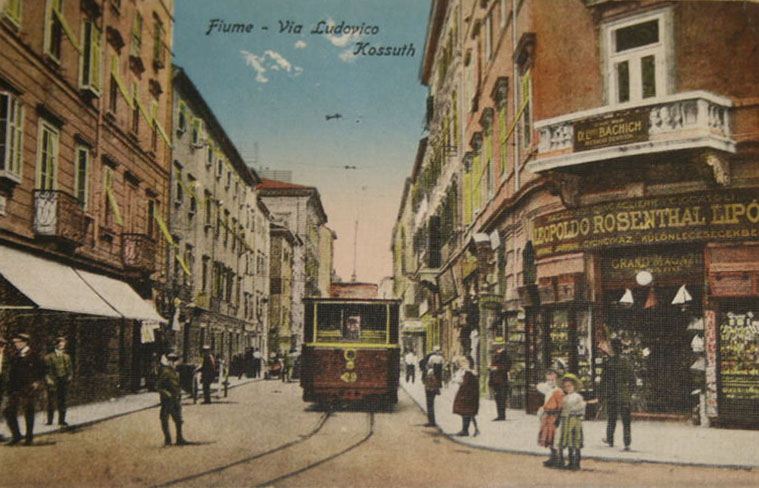
Tramvaj v ulicích Rijeky

Tramvajová doprava v Rijece byla v provozu mezi lety 1899 a 1952.
V 19. století zajišťovaly dopravu po městě kočáry a omnibusy. V roce 1892 přijaly městské orgány nabídku barona Oskar Lazariniho ke stavbě tramvajové dráhy. Po dlouhých jednáních uzavřelo město v roce 1896 smlouvu na výstavbu a provoz elektrické tramvaje se společností Anonimno društvo za riječki električni tramvaj, kterou Lazarini pro tento účel založil. Firma, jejímž majitelem se mezitím stala Komerční banka z Peště, schválila výstavbu jednokolejné trati s několika výhybnami v trase Fiumara (most přes Rječinu) – Pioppa. Tramvaje se po této čtyři kilometry dlouhé trati poprvé rozjely 7. listopadu 1899. V roce 1907 byla trať na obou koncích prodloužena, nově byly postaveny úseky Fiumara – Školjića a Pioppa – loděnice Danubius (dnes loděnice 3. maj), celková délka tak dosáhla 4600 m.
Rychlý rozvoj Rijeky a jejího okolí zapříčinil konec tramvají, jejichž infrastruktura byla poškozena na konci druhé světové války, přičemž samotné vozy již také byly zastaralé. Kromě nákupu nových autobusů byla na začátku 50. let 20. století první trolejbusová trať, která byla zprovozněna 24. listopadu 1951. Tramvaje ve městě nadále jezdily, ale pouze do června 1952, kdy byl jejich provoz zastaven.